# 태미 와이넷
태미 와이넷(Tammy Wynette, 1942년 5월 5일 ~ 1998년 4월 6일)은 미국의 컨트리 싱어송라이터이다.

## 기본 정보
- 본명 : Virginia Wynette Pugh
- 데뷔 앨범 : 1967년, 1집 앨범 - My Elusive Dreams
- 수상 경력 : 그래미어워드 최우수 여성 컨트리 보컬 공연상 (1967, 1969)

## 주요 히트 곡
- Stand by Your Man
- Help Me Make It Through The Night